# Mycetophila bartaki
Mycetophila bartaki är en tvåvingeart som beskrevs av Sevcik 2004. Mycetophila bartaki ingår i släktet Mycetophila och familjen svampmyggor.
Artens utbredningsområde är Tjeckien. Inga underarter finns listade i Catalogue of Life.